# La Cau (Tavertet)
La Cau també anomenada la Calm és una masia al nord-oest del terme de Tavertet (Osona) inclosa a l'Inventari del Patrimoni Arquitectònic de Catalunya.

## Arquitectura
Masia de planta rectangular amb coberta a dos vessants amb el carener perpendicular a la façana, situada a migdia. Consta de planta baixa i primer pis. Presenta un annex gran a la façana nord amb un pis més que el cos original i seguint la mateixa orientació en la coberta. A la façana principal hi ha un annex que ocupa tot el sector est d'aquesta. Hi ha un petit annex en funció de llenyer a la façana oest, darrere del qual hi ha un cos petit semicircular que devia ser el forn. L'habitatge està al primer pis i hi ha una escala per arribar al portal d'entrada. Les obertures, que són poques, no presenten cap eix de composició. Els escaires i els emmarcaments de les obertures són de pedra picada. Els ràfecs del cos original són de llosa.

## Història
Masia que es considera del segle xii. L'origen de l'edifica actual pot ser del segle xiv o XV. Es troba registrada en els fogatges del Terme y quadra del Castell de Cererols fogajat a 5 d'octubre 1553 per Sagimon Trassera balle com ampar en cartes 222 on apareix un tal «Pheliu Jobre sta al Mas Calma» que és possible que es refereixi a la Cau o la Calm.